# Fabrice Alleman
 (juin 2014).
Si vous disposez d'ouvrages ou d'articles de référence ou si vous connaissez des sites web de qualité traitant du thème abordé ici, merci de compléter l'article en donnant les références utiles à sa vérifiabilité et en les liant à la section « Notes et références ».
Fabrice Alleman est un saxophoniste belge, né à Mons le 30 avril 1967. Il commence sa carrière de musicien en 1990, après avoir intégré la section jazz du conservatoire de Bruxelles. La même année de son entrée à la Manhattan School of Music de New York, en 1992, il remporte un premier prix en sax. Il aura l'occasion de travailler et de jouer dans différents groupes et styles, notamment avec Salvatore Adamo, William Sheller, Calvin Owens Blues Orchestra, etc.
Malgré tout, le jazz reste sa préférence et il se produit avec de grands jazzmen belges: Richard Rousselet, Michel Herr, Steve Houben, Jean Warland, Bruno Castellucci, etc.
En 1996, il enregistre son premier album en duo avec le guitariste Paolo Loveri. En 1997, il se produit avec le trompettiste Terence Blanchard au Luxembourg, avec un nouveau quartet formé de Michel Herr, Jean-Louis Rassinfosse et Frédéric Jacquemain au Festival de Jazz de Liège et comme invité avec Kenny Werner au Festival Jazz de Gaume. Sa performance au Festival de Jazz de Liège lui vaudra le prix "Nicolas Dor" pour la meilleure performance belge. En 1998, il sort son deuxième album Loop the Loop.

## Discographie
En tant que leader :
- 2013 : Fabrice Alleman - Obviously (Igloo)
- 2010 : Rassinfosse/Collard-Neven/Alleman/Desandre-Navarre - Braining Storm (Fuga Libera)
- 2009 : Jean Warland / Fabrice Alleman - The Duet (Igloo)
- 2006 : Artists from Wallonia and Brussels - That's all jazz ! (Wallonie Bruxelles Musiques)
- 2004 : Fabrice Alleman Quartet - Sides Of Life (Lyrae Records)
- 2001 : Couleurs Jazz, Wallonie-Bruxelles (Wallonie-Bruxelles Musiques)
- 2001 : 10 Ans de Jazz à Liège : 1991-2000 (Liège Maison du Jazz)
- 2001 : Fabrice Alleman / Paolo Loveri Duo And String Quartet - On The Funny Side Of The Strings (Lyrae Records)
- 1998 : Fabrice Alleman Quartet - Loop The Loop (Igloo)
- 1996 : Fabrice Alleman / Paolo Loveri - Duo (Lyrae Records)[2]